# Bernd Dittert
Bernd Dittert, född den 6 februari 1961 i Genthin, Tyskland, är en tysk tävlingscyklist som tog OS-guld i lagtempoloppet vid olympiska sommarspelen 1992 i Barcelona och brons i förföljelseloppet fyra år tidigare i Seoul. 